# (31955) 2000 GU126
2000 GU126 (asteroide 31955) é um asteroide da cintura principal. Possui uma excentricidade de 0.19446340 e uma inclinação de 6.56402º.
Este asteroide foi descoberto no dia 7 de abril de 2000 por LINEAR em Socorro.